# Modena Football Club 1966-1967
Questa pagina raccoglie le informazioni riguardanti il Modena Football Club nelle competizioni ufficiali della stagione 1966-1967.

## Rosa
| N. |                   | Ruolo | Calciatore            |
| -- | ----------------- | ----- | --------------------- |
|    | Italia (bandiera) | C     | Elio Abbati           |
|    | Italia (bandiera) | P     | Amos Adani            |
|    | Italia (bandiera) | D     | Francesco Aguzzoli    |
|    | Italia (bandiera) | D     | Giuseppe Barucco      |
|    | Italia (bandiera) | D     | Gianfranco Borsari    |
|    | Italia (bandiera) | D     | Giordano Cattani      |
|    | Italia (bandiera) | P     | Angelo Colombo        |
|    | Italia (bandiera) | A     | Giovanni Console      |
|    | Italia (bandiera) | A     | Vincenzo Damiano      |
|    | Italia (bandiera) | A     | Ferdinando Di Stefano |

| N. |                      | Ruolo | Calciatore      |
| -- | -------------------- | ----- | --------------- |
|    | Italia (bandiera)    | D     | Dario Dolci     |
|    | Italia (bandiera)    | D     | Giorgio Ferrari |
|    | Italia (bandiera)    | C     | Bruno Franzini  |
|    | Italia (bandiera)    | A     | Mario Iseppi    |
|    | Argentina (bandiera) | A     | Rubén Merighi   |
|    | Italia (bandiera)    | C     | Giorgio Rognoni |
|    | Cile (bandiera)      | A     | Jorge Toro      |
|    | Italia (bandiera)    | D     | Claudio Vellani |
|    | Italia (bandiera)    | C     | Zino Zani       |

## Risultati

### Serie B

#### Girone di andata
| 11 settembre 1966 1ª giornata | Varese | 3 – 0 | Modena |  |

| 18 settembre 1966 2ª giornata | Modena | 1 – 0 | Salernitana |  |

| 25 settembre 1966 3ª giornata | Novara | 1 – 2 | Modena |  |

| 2 ottobre 1966 4ª giornata | Modena | 1 – 0 | Genoa |  |

| 9 ottobre 1966 5ª giornata | Alessandria | 2 – 2 | Modena |  |

| 16 ottobre 1966 6ª giornata | Modena | 1 – 0 | Potenza |  |

| 23 ottobre 1966 7ª giornata | Modena | 0 – 0 | Palermo |  |

| 30 ottobre 1966 8ª giornata | Arezzo | 2 – 3 | Modena |  |

| 6 novembre 1966 9ª giornata | Modena | 2 – 2 | Livorno |  |

| 13 novembre 1966 10ª giornata | Reggiana | 1 – 1 | Modena |  |

| 20 novembre 1966 11ª giornata | Modena | 0 – 0 | Reggina |  |

| 27 novembre 1966 12ª giornata | Modena | 2 – 1 | Messina |  |

| 11 dicembre 1966 13ª giornata | Sampdoria | 1 – 0 | Modena |  |

| 18 dicembre 1966 14ª giornata | Modena | 2 – 2 | Pisa |  |

| 24 dicembre 1966 15ª giornata | Modena | 3 – 1 | Verona |  |

| 31 dicembre 1966 16ª giornata | Catania | 0 – 2 | Modena |  |

| 8 gennaio 1967 17ª giornata | Modena | 0 – 1 | Padova |  |

| 15 gennaio 1967 18ª giornata | Savona | 5 – 1 | Modena |  |

| 22 gennaio 1967 19ª giornata | Catanzaro | 1 – 1 | Modena |  |

#### Girone di ritorno
| 5 febbraio 1967 20ª giornata | Modena | 2 – 2 | Varese |  |

| 12 febbraio 1967 21ª giornata | Salernitana | 3 – 2 | Modena |  |

| 19 febbraio 1967 22ª giornata | Modena | 1 – 0 | Novara |  |

| 26 febbraio 1967 23ª giornata | Genoa | 1 – 0 | Modena |  |

| 5 marzo 1967 24ª giornata | Modena | 1 – 1 | Alessandria |  |

| 12 marzo 1967 25ª giornata | Potenza | 1 – 0 | Modena |  |

| 19 marzo 1967 26ª giornata | Palermo | 2 – 2 | Modena |  |

| 26 marzo 1967 27ª giornata | Modena | 1 – 0 | Arezzo |  |

| 9 aprile 1967 28ª giornata | Livorno | 0 – 0 | Modena |  |

| 16 aprile 1967 29ª giornata | Modena | 0 – 0 | Reggiana |  |

| 23 aprile 1967 30ª giornata | Reggina | 1 – 1 | Modena |  |

| 30 aprile 1967 31ª giornata | Messina | 0 – 2 | Modena |  |

| 7 maggio 1967 32ª giornata | Modena | 1 – 0 | Sampdoria |  |

| 14 maggio 1967 33ª giornata | Pisa | 1 – 0 | Modena |  |

| 21 maggio 1967 34ª giornata | Verona | 2 – 0 | Modena |  |

| 28 maggio 1967 35ª giornata | Modena | 1 – 3 | Catania |  |

| 4 giugno 1967 36ª giornata | Padova | 2 – 1 | Modena |  |

| 11 giugno 1967 37ª giornata | Modena | 2 – 2 | Savona |  |

| 18 giugno 1967 38ª giornata | Modena | 0 – 0 | Catanzaro |  |

## Statistiche

### Statistiche di squadra
| Competizione | Punti | In casa | In casa | In casa | In casa | In casa | In casa | In trasferta | In trasferta | In trasferta | In trasferta | In trasferta | In trasferta | Totale | Totale | Totale | Totale | Totale | Totale | DR |
| Competizione | Punti | G       | V       | N       | P       | Gf      | Gs      | G            | V            | N            | P            | Gf           | Gs           | G      | V      | N      | P      | Gf     | Gs     | DR |
| ------------ | ----- | ------- | ------- | ------- | ------- | ------- | ------- | ------------ | ------------ | ------------ | ------------ | ------------ | ------------ | ------ | ------ | ------ | ------ | ------ | ------ | -- |
| Serie B      | 39    | 19      | 8       | 9       | 2       | 21      | 15      | 19           | 4            | 6            | 9            | 20           | 29           | 38     | 12     | 15     | 11     | 41     | 44     | -3 |
| Coppa Italia |       | 1       | 0       | 1       | 0       | 1       | 1       | 1            | 0            | 0            | 1            | 2            | 5            | 2      | 0      | 1      | 1      | 3      | 6      | -3 |
| Totale       |       | 20      | 8       | 10      | 2       | 22      | 16      | 20           | 4            | 6            | 10           | 22           | 34           | 40     | 12     | 16     | 12     | 44     | 50     | -6 |

### Statistiche dei giocatori
| Giocatore     | Serie B  | Serie B | Coppa Italia | Coppa Italia | Totale   | Totale |
| Giocatore     | Presenze | Reti    | Presenze     | Reti         | Presenze | Reti   |
| ------------- | -------- | ------- | ------------ | ------------ | -------- | ------ |
| E. Abbati     | 10       | 0       | -            | -            | 10       | 0      |
| A. Adani      | 14       | -16     | 1            | -1           | 15       | -17    |
| F. Aguzzoli   | 18       | 0       | 2            | 0            | 20       | 0      |
| G. Barucco    | 28       | 0       | 2            | 0            | 30       | 0      |
| G. Borsari    | 37       | 0       | 2            | 0            | 39       | 0      |
| G. Cattani    | 11       | 0       | 1            | 0            | 12       | 0      |
| A. Colombo    | 25       | -28     | 1            | -5           | 26       | -33    |
| G. Console    | 37       | 7       | 2            | 1            | 39       | 8      |
| V. Damiano    | 25       | 4       | 2            | 0            | 27       | 4      |
| F. Di Stefano | 30       | 8       | 2            | 0            | 32       | 8      |
| D. Dolci      | 12       | 0       | -            | -            | 12       | 0      |
| G. Ferrari    | 14       | 2       | 1            | 0            | 15       | 2      |
| B. Franzini   | 12       | 0       | -            | -            | 12       | 0      |
| M. Iseppi     | 2        | 0       | -            | -            | 2        | 0      |
| R. Merighi    | 28       | 8       | 1            | 0            | 29       | 8      |
| G. Rognoni    | 29       | 5       | 2            | 1            | 31       | 6      |
| J. Toro       | 25       | 2       | 2            | 1            | 27       | 3      |
| C. Vellani    | 32       | 1       | 1            | 0            | 33       | 1      |
| Z. Zani       | 30       | 1       | 1            | 0            | 31       | 1      |